# NGC 2784
NGC 2784 é uma galáxia lenticular (S0) localizada na direcção da constelação de Hydra. Possui uma declinação de -24° 10' 21" e uma ascensão recta de 9 horas, 12 minutos e 19,4 segundos.
A galáxia NGC 2784 foi descoberta em 20 de Novembro de 1784 por William Herschel.